# صنوبر واهي
صنوبر واهي (الاسم العلمي:Pinus attenuata) هي نوع من النباتات يتبع جنس الصنوبر من فصيلة الصنوبرية.